# Kommunistische Partei Taiwans (1928–1931)
Die Kommunistische Partei Taiwans (chinesisch 臺灣共產黨, Pinyin Taiwan gongchandang; KPT) war eine von 1928 bis zur Zerschlagung durch japanische Polizeikräfte 1931 bestehende Partei in der japanischen Kolonie Taiwan.

## Geschichte
In den 1920er Jahren entstanden nach japanischem Vorbild marxistische Studiengruppen. Zum einen auf Taiwan selbst, zum anderen unter den in Shanghai Lebenden. Zur Keimzelle der Partei wurde die „Gleichheitsgesellschaft“ (平社), dessen Gründungsmitglied Xu Naichang als Student an die Kommunistische Universität der Werktätigen des Ostens gesandt wurde. Die am 27. Oktober 1924 gegründete Chihuadang (赤漢黨) sollte die taiwanesischen kommunistischen Organisationen zusammenbringen, blieb aber erfolglos und löste sich nach wenigen Monaten auf. Neuen Auftrieb erhielt man durch die Bewegung des 30. Mai. Als kurios galt die Mitarbeit einer Frau, Xie Xuehong (謝雪紅,  Hsieh Hsuehhung; geb. als: Xie Anü 謝阿女), die ihren Mann verlassen hatte. Sie stand in Verbindung mit Qu Qiubai. Auch sie studierte 1926-7 in Moskau.
Die kommunistische Partei Taiwans wurde am 15. April 1928 in französischen Konzession Shanghais, auf Veranlassung der Komintern mit achtzehn Mitgliedern (neun Anwesende) gegründet. Delegierte der KPCh – mit Ren Bishi als Vorsitzendem – und aus Korea nahmen teil. Man wählte ein Zentralkomitee (ZK) mit den Mitgliedern Lin Mushun (林木順), Lin Rigao (林日高), Zhuang Chunhuo (莊春火), Hong Chaozong (洪朝宗) sowie Cai Xiaoqan (蔡孝乾) und zwei Ersatzmännern. Das Gründungsmanifest legte als oberste Ziele die Vertreibung der japanischen Kolonialherren und Errichtung einer unabhängigen sozialistischen Republik auf Formosa fest. Getreu der damaligen ideologischen Vorgabe „eine KP pro Land“ galt die Organisation als Ableger der kommunistischen Partei Japans (KPJ). Aufgrund der scharfen Kontrolle jeglicher „linken“ Aktivitäten durch die japanische politische Polizei, gab es, besonders nach März 1929, kaum Unterstützung der Parteiarbeit aus dem Mutterland.
Bereits zehn Tage nach der Gründung wurde die japanische Polizei in der internationalen Niederlassung aktiv. Man verhaftete fünf Mitglieder, darunter Xie Xuehong und deportierte sie. Die anderen Kader tauchten ab.
Die im Untergrund agierende KPT hatte nie mehr als 36 Mitglieder, die jedoch über die links-nationale Kulturorganisation (文化協會,  Wenhua xiehui; gegr. 1921) und die Bauernunion (臺灣農民組合,  Nongmin zuhe, jap.: Taiwan Nōmin Kumiai; gegr. 1927), mit mehreren tausend Mitgliedern eine gewisse Breitenwirkung erzielten. Zunächst versuchte man eine inselweite Arbeiterorganisation aufzubauen; auf der Insel gab es jedoch kaum Industriearbeiter. Im Februar und April 1929 wurden zahlreiche der 11000 Bauernunion-Mitglieder verhaftet, die Partei gewann die volle Kontrolle über die restlichen 9600 Mitglieder. Die Kulturorganisation konnte man 1930 auflösen. Die Anwerbung neuer Kader ging schleppend voran.
Innerhalb der kleinen Partei-Organisation bildeten sich zwei Fraktionen. Die eine, um Weng Zesheng (翁澤生, alias Ong Ding-chuan) war im Exil in Shanghai tätig und hatte direkte Verbindung zur Moskauer Zentrale und agierte als Sprachrohr. Die Konflikte um Bolschewisierung und den „Linksabweichler“ Li Lisan beeinflussten auch Weng.
Xie, die auf Taiwan seit 1929 eine eigenständige Politik betrieb, war seit Frühjahr 1930 das einzige ZK-Mitglied auf der Insel. Man fuhr angesichts der Wirtschaftskrise ab Oktober einen radikaleren Kurs. Es fand sich kein Arbeiterdelegierter, der wie anbefohlen am 5. Kongress der Profintern in Moskau (15.–30. Juli 1930) teilnehmen konnte. Stattdessen entsandte man den Bauern Chen Dexing, der nur bis Shanghai gelangte. Dort traf er mit Weng und Komintern-Vertretern zusammen. Nach seiner Rückkehr etablierte er im Januar 1931 die „Reformallianz“ (Gaige tongmeng) mit sechs Mitgliedern. Bereits zwischen November 1930 und April 1931 hatte Weng durch fünf Emissäre versucht, seine ideologischen Vorstellungen auf der Insel durchzusetzen. Die dominierende Xie wurde gestürzt und aus der Partei ausgeschlossen. Diese radikalere Gruppe um Su Xin (蘇新) und Wang Wande (王萬得) gewann nun die Oberhand. Man betrachtete sich danach nicht mehr als Teil der KPJ, sondern als eigenständiges Mitglied der dritten Internationale.
Propagandistische Aktivitäten wie Streikaufrufe wurden verstärkt, man agitierte in Unterstützung des Aufstandes der Atayal im Oktober. Durch die verstärkten Aktivitäten geriet man mehr ins Blickfeld der Japaner. Eine schriftliche Anweisung der Komintern, die die bisherige Parteilinie kritisierte und mit der Aufforderung zur Radikalisierung, wurde von der Shanghai Municipal Police abgefangen. Daraufhin kam es im Juni 1931 zunächst zur Verhaftung von Yakov Rudnik. Bis Anfang 1932 waren fast alle Parteimitglieder auf Taiwan verhaftet. Weng, in Haft seit 4. April 1933, starb 1939 an einer Erkrankung. Lin Munshun starb 1934 in Ruijin.
Xie, verhaftet am 26. Juni 1931, wurde zu dreizehn Jahren Haft verurteilt, aber erkrankt 1939 unter Auflagen entlassen. Sie war beim Zwischenfall vom 28. Februar 1947 beteiligt und Gründungsmitglied der „Einheit 27.“ Nach dem Scheitern des Aufstandes gelangte sie nach Hongkong, wo sie die „Taiwan Liga“ (臺灣民主自治同盟, kurz 臺盟) gründete, die ihre Aktivitäten 1949 nach Peking verlegte. Dort starb sie 1970.